# Thelypteris pilonensis
Thelypteris pilonensis är en kärrbräkenväxtart som beskrevs av Alan Reid Smith och M. Kessler. Thelypteris pilonensis ingår i släktet Thelypteris och familjen Thelypteridaceae. Inga underarter finns listade.